# Acrotritia dinota
Acrotritia dinota är en kvalsterart som först beskrevs av Wojciech Niedbała och Schatz 1996.  Acrotritia dinota ingår i släktet Acrotritia och familjen Euphthiracaridae. Inga underarter finns listade i Catalogue of Life.